# Gan Le'ummi Tel Ẕafit
Gan Le'ummi Tel Ẕafit (hebreiska: גן לאומי תל צפית) är en nationalpark i Israel. Den ligger i distriktet Södra distriktet, i den centrala delen av landet.